# Acide érythorbique
L'acide érythorbique, aussi appelé acide isoascorbique, acide D-isoascorbique, est un acide organique de formule brute C6H8O6.
Il s'agit d'un stéréoisomère de l'acide ascorbique (E300). L'acide D-érythorbique est disponible commercialement ; cet isomère et l'acide L-ascorbique (vitamine C) sont épimères, ils ne diffèrent que par la configuration de l'atome de carbone asymétrique porteur du groupe hydroxyle.
L'acide érythorbique n'est pas naturellement présent dans les aliments. Il est synthétisé pour être utilisé comme antioxydant alimentaire (numéro E315), en particulier dans les aliments transformés (poisson, viande). Sa synthèse est plus simple et meilleur marché que celle de l'acide ascorbique.
Contrairement à la vitamine C, il est inefficace pour prévenir le scorbut.
L'érythorbate de sodium (E316) est un sel de sodium de ce diacide ; de même, l'isoascorbate de calcium (E318) est un sel de calcium.